# Andrei Nikolajewitsch Subbotin
Andrei Nikolajewitsch Subbotin (russisch Андрей Николаевич Субботин; * 1. Februar 1973 in Tomsk, Russische SFSR) ist ein ehemaliger russischer Eishockeyspieler. Sein jüngerer Bruder Dmitri ist ebenfalls ein professioneller Eishockeyspieler.  

## Karriere
Andrei Subbotin begann seine Karriere als Eishockeyspieler beim HK ZSKA Moskau, für dessen Profimannschaft er in der Saison 1991/92 sein Debüt in der Wysschaja Liga, der höchsten sowjetischen Spielklasse, gab. Noch im Laufe der Spielzeit wechselte er zu dessen Ligarivalen Awtomobilist Jekaterinburg, für den er von 1992 bis 1995 nach Auflösung der Sowjetunion in der Internationalen Hockey-Liga aktiv war. In den folgenden acht Jahren stand der Flügelspieler beim HK Awangard Omsk unter Vertrag, mit dem er zunächst ein weiteres Jahr in der Internationalen Hockey-Liga spielte, ehe er bis 2003 für Omsk in deren Nachfolgewettbewerb, der Superliga, auflief. In seiner Zeit bei Awangard wurde er eine feste Größe in der höchsten russischen Spielklasse und erhielt in der Saison 2002/03 sogar den Ironman Award als Spieler mit den meisten Einsätzen in der Superliga innerhalb der letzten drei Spielzeiten.
Die Saison 2003/04 verbrachte Subbotin beim HK Sibir Nowosibirsk. Anschließend kehrte er zu Awangard Omsk zurück, das im Vorjahr den Meistertitel gewann. Nach nur weiteren acht Superliga-Einsätzen, unterschrieb er erneut bei Sibir Nowosibirsk, für das er bis 2008 weiterhin in der Superliga spielte. Zur Saison 2008/09 wurde der Russe von seinem Ex-Klub Awtomobilist Jekaterinburg verpflichtet. Für diesen absolvierte er eine Spielzeit in der Wysschaja Liga, der zweiten russischen Spielklasse. Anschließend wurde der Verein in die ein Jahr zuvor gegründete Kontinentale Hockey-Liga aufgenommen. In seiner ersten KHL-Spielzeit erzielte der ehemalige Nationalspieler in insgesamt 59 Spielen 13 Tore und gab 15 Vorlagen. Mit seiner Mannschaft scheiterte er in den Playoffs um den Gagarin Cup in der ersten Runde an Salawat Julajew Ufa. 
In der Saison 2010/11 konnte sich Subbotin auf 36 Scorerpunkte, davon 15 Tore, in 48 Spielen steigern. Anschließend wurde er Ende Januar 2011 von Awtomobilist an den Spitzenverein Lokomotive Jaroslawl abgegeben, da sein Club die Playoffs nicht mehr erreichen konnte. Für Jaroslawl absolvierte er 17 KHL-Partien und kehrte danach zu Awtomobilist zurück.
In der Saison 2012/13 stand Subbotin bei Neftechimik Nischnekamsk unter Vertrag.

### International
Für die Sowjetunion nahm Subbotin im Juniorenbereich an der U18-Junioren-Europameisterschaft 1991 teil. Für Russland stand er 2003 im Aufgebot bei der Euro Hockey Tour.

## Erfolge und Auszeichnungen
- 2003 Ironman Award der Superliga

## KHL-Statistik
(Stand: Ende der Saison 2012/13)